# Вулиця Низинна (Львів)
Вулиця Низинна — вулиця в Залізничному районі міста Львова, в місцевості Левандівка. Сполучає вулиці Широку, Повітряну та Сластіона.

## Історія та забудова
Прокладена наприкінці 1920-х років. Від 1929 року мала назву вулиця Шевченка бічна, від 1930 року — Нова, від 1931 року — Багниста. Сучасна назва, від 1950 року — вулиця Низинна. 1958 року виділено верхню частину вулиці Низинної від сучасної вулиці Повітряної й до кінця забудови та названо на честь російського міста Хабаровська (нині — вулиця Петра Калнишевського).
У забудові вулиці Низинної переважають двоповерхова барачна 1950-х та дев'ятиповерхова 1970-х років.

### Будинки
№ 2 — в будинку містяться аптечна крамниця мережі «Аптека низьких цін», відділення № 27 ТОВ «Нова пошта», львівське відділення № 102 АТ «Таскомбанк».
№ 5 — дев'ятиповерховий житловий будинок 1970-х роках. У двоповерховій прибудові до будинку міститься відділення поштового зв'язку № 52 Львівської філії АТ «Укрпошта».
№ 17 — чотириповерховий житловий будинок, збудований у 1960-х роках як гуртожиток для працівників львівського керамічного заводу. У 2011 році будинок за рішенням суду був переданий керівництвом заводу у власність територіальної громади міста Львова. Нині у будинку міститься відділення міжнародного поштово-логістичного оператора «Міст Експрес».
№ 19 — двоповерховий житловий будинок барачного типу, збудований у 1950-х роках як гуртожиток для працівників львівського керамічного заводу. У 2011 році будинок за рішенням суду був переданий керівництвом заводу у власність територіальної громади міста Львова. 
№ 29 — двоповерхова будівля в якій міститься заклад дошкільної освіти (ясла-садок) № 30 Львівської міської ради, що є правонаступником дошкільного виховного закладу загального розвитку № 30 Львівської залізниці відкритого 10 грудня 1975 року та переданого згідно рішення департаменту гуманітарної та соціальної політики Львівської міської ради від 29 грудня 2000 року № 28.
№ 60 — житловий будинок, збудований у 1960—1970-х роках як гуртожиток для працівників Львівської залізниці. Ухвалою № 59 ЛМР від 26 вересня 2002 року будинок прийнятий від дистанції цивільних споруд на ст. Львів Львівської залізниці у власність територіальної громади міста Львова.